# Џенифер Стоу
Џенифер Ли Стоу је заменица директора (за истраживање), главна истраживачица NHMRC-а и шефица Лабораторије за транспорт протеина и упале на Институту за молекуларну бионауку (IMB) при Универзитету у Квинсленду, Аустралија.  Докторирала је на Универзитету Монаш у Мелбурну 1982. године,  а постдокторске студије завршила је на Медицинском факултету Универзитета Јејл (САД), на Одељењу за ћелијску биологију. Њено прво наставно звање било је доцент на Универзитету Харвард, на Одељењу за бубрежне болести и одељењима за медицину и патологију у Општој болници Масачусетса у Бостону. 

## Биографија
Стоу је завршила студије природних наука на Универзитету Монаш у Мелбурну. Након основних студија, наставила је студије са почастима (прва класа) на Одељењу за имунологију и патологију, а потом и докторске студије (1979–1982) на Одељењу за анатомију и у болници Принца Хенрија, под менторством професора Ерика Глазгова и Роберта Аткинса. Њен докторски пројекат обухватао је карактеризацију ћелијских популација код гломерулонефритиса и укључивао је употребу електронске микроскопије. 
Затим је добила Фогартијеву међународну стипендију за постдокторско усавршавање на Одељењу за ћелијску биологију Медицинског факултета Универзитета Јејл у САД, где је радила са једном од водећих ауторитета у области ћелијске биологије и нефрологије, др Мерилин Фаркуар. Стоу, Фаркуар и њихове колеге објавиле су значајне студије о гломеруларним базалним мембранама и протеогликанима.
По повратку са Јејла, Стоу је преузела своје прво наставно звање као асистенткиња професора на Одељењу за бубрежне болести у Општој болници Масачусетса, која је део Универзитета Харвард. Са својим тимом објавила је важна открића у вези са секрецијом у поларизованим епителним ћелијама и прва представила доказе да тримерни Г протеини учествују у мембранском транспорту.
Крајем 1994. године вратила се у Аустралију као виша медицинска истраживачица фондације Wellcome Trust, где је основала лабораторију за ћелијску биологију  на Универзитету у Квинсленду у Бризбејну. Институт којем се придружила постао је један од водећих истраживачких центара у Аустралији — Институт за молекуларну бионауку, где је радила као вођа групе, професорка и главна истраживачица NHMRC-а.
Именована је за шефицу Одељења за молекуларну ћелијску биологију IMB-а, а затим и за заменицу директора (за истраживање) у оквиру IMB-а. Стоу је обављала кључне улоге у научноистраживачком раду, настави, обуци младих истраживача и обликовању научне политике. Њено истраживање фокусирано је на ћелијску биологију, са посебним интересовањем за транспорт и секрецију протеина, уз примену техника као што су микроскопија и флуоресцентно снимање. Тренутно истражује упалне процесе и рак, с посебним нагласком на транспорт у епителним ћелијама и секрецију цитокина у макрофагима.   Позната је по откривању нових путева за секрецију и рециклажу у ћелијама, као и по дефинисању нових функција ћелијских механизама, укључујући велике и мале Г протеине, миозине и SNARE-ове.
Стоу је чланица бројних националних и међународних рецензентских, научних и саветодавних одбора. Била је шефица Одељења за молекуларну ћелијску биологију IMB-а, а 2008. године је именована за заменицу директора (за истраживање).  

## Историја каријере
Од 2008. године до данас, Стоу обавља функцију главне истраживачице Националног савета за здравствена и медицинска истраживања (NHMRC) и професорке-истраживачице на Универзитету у Квинсленду. Поред тога, тренутно је заменица директора (за истраживање) и вођа истраживачке групе у Институту за молекуларну бионауку, у сарадњи са Факултетом за биомедицинске науке Универзитета у Квинсленду. Њен мандат на овим функцијама обновљен је 2012. године.
Током периода 2006–2008, Стоу је била шефица одељења и професорка на Одељењу за молекуларну ћелијску биологију у Институту за молекуларну бионауку. Њена академска каријера на Универзитету у Квинсленду започела је 2001. године и укључивала је функције главне истраживачице NHMRC-а, ванредне професорке и руководитељке лабораторије.

## Открића и награде у каријери
Извор: 
- 1987. Откривен механизам за сортирање зависно од pH вредности у епителним ћелијама [11]
- 1988. Именовање на Универзитету Харвард/Општа болница Масачусетса за доцента [12]
- 1990. Откривена је нова улога хетеротримерних Г протеина у трговини [13]
- 1999. Откривен нови пут рециклаже за трговину и регулацију Е-кадхерина [14]
- 2005. Откривен нови пут за секрецију цитокина у макрофагима [15]
- Државна победница за 2007. годину, награда Smart Women/Smart State, Квинсленд, Аустралија
- 2009. Давсонов истакнути предавач Америчког физиолошког друштва
- 2010. Откривена улога PI3K у ћелијској секрецији и упали [16]
- 2014. Откривена улога PI3K и Rab8 у регулисању упале [17] [18]
- Изабран у EMBO 2019.

## Одабране публикације
- Condon, N.D.; Wall, A.A.; Yeo, J.C.; Hamilton, N.A.; Stow, J.L. (2017),  Botelho, Roberto, ур., „Image-Based Analysis of Phagocytosis: Measuring Engulfment and Internalization”, Phagocytosis and Phagosomes, Methods in Molecular Biology, Springer New York, 1519: 201—214, ISBN 9781493965793, PMID 27815881, doi:10.1007/978-1-4939-6581-6_13
- Yeo, J.C.; Wall, A.A.; Luo, L.; Condon, N.D.; Stow, J.L. (2016). „Distinct Roles for APPL1 and APPL2 in Regulating Toll-like Receptor 4 Signaling in Macrophages: APPL Regulation of TLR4 Signaling”. Traffic (на језику: енглески). 17 (9): 1014—1026. PMID 27219021. doi:10.1111/tra.12415 .
- Tuong, Z.K.; Lau, P.; Du, X.; Condon, N.D.; Goode, J.M.; Oh, T.G.; Yeo, J.C.; Muscat, G.E.O.; Stow, J.L. (2016).  Bozza, P.T., ур. „RORα and 25-Hydroxycholesterol Crosstalk Regulates Lipid Droplet Homeostasis in Macrophages”. PLOS ONE (на језику: енглески). 11 (1): e0147179. Bibcode:2016PLoSO..1147179T. ISSN 1932-6203. PMC 4727927 . PMID 26812621. doi:10.1371/journal.pone.0147179 .
- Luo, L.; Xue, J.; Kwan, A.; Gamsjaeger, R.; Wielens, J.; von Kleist, L.; Cubeddu, L.; Guo, Z.; Stow, J.L. (2016). „The Binding of Syndapin SH3 Domain to Dynamin Proline-rich Domain Involves Short and Long Distance Elements”. Journal of Biological Chemistry (на језику: енглески). 291 (18): 9411—9424. ISSN 0021-9258. PMC 4850282 . PMID 26893375. doi:10.1074/jbc.M115.703108 .
- Chen, K.W.; Bezbradica, J.S.; Groß, C.J.; Wall, A.A.; Sweet, M.J.; Stow, J.L.; Schroder, K. (2016). „The murine neutrophil NLRP3 inflammasome is activated by soluble but not particulate or crystalline agonists”. European Journal of Immunology (на језику: енглески). 46 (4): 1004—1010. PMID 27062120. doi:10.1002/eji.201545943 .